# مردم گوان
مردم گوا (کونکانی: गोंयकार) نام اهلیت است که برای توصیف مردم بومی گوا، هند استفاده می‌شود.